# The Fault
Koordinaten: 77° 35′ S, 166° 47′ O
The Fault (englisch für Die Verwerfung) ist eine Verwerfung in den Kliffs des Turks Head oberhalb der Erebus Bay an der Westküste der antarktischen Ross-Insel.
Der australische Geologe Frank Debenham, Teilnehmer der Terra-Nova-Expedition (1910–1913) unter der Leitung des britischen Polarforschers Robert Falcon Scott, nahm 1912 die Benennung vor.